# Spettroscopia Doppler

Diagramma che mostra come un piccolo oggetto (come un esopianeta) in orbita attorno ad uno più grande (come una stella) possa produrre cambiamenti nella posizione e nella velocità di quest'ultimo in modo che entrambi orbitino attorno al loro comune centro di massa (croce rossa)

La spettroscopia Doppler, indicata anche come metodo della velocità radiale, è un metodo spettroscopico utilizzato per individuare eventuali pianeti extrasolari. Esso comporta l'osservazione dello spostamento Doppler nello spettro di una stella attorno alla quale orbita un pianeta.
È estremamente difficile osservare direttamente un pianeta extrasolare perché, a distanza interstellare, essi appaiono molto vaghi, sebbene tra il 2004 e il 2005 siano state fatte le prime osservazioni dirette di alcuni esopianeti. Di conseguenza, i pianeti extrasolari sono stati spesso scoperti usando metodi indiretti, ovvero, attraverso gli effetti di un pianeta su corpi celesti più facilmente osservabili, come la propria stella madre. I metodi più affermati in questo campo sono la spettroscopia Doppler, l'astrometria, le variazioni degli intervalli di emissioni di una Pulsar, il transito, e le microlenti gravitazionali (Per ulteriori informazioni vedi Metodi di individuazione di pianeti extrasolari).
A febbraio 2020 erano 880 i pianeti extrasolari che sono stati scoperti o confermati usando la spettroscopia Doppler.

## Storia

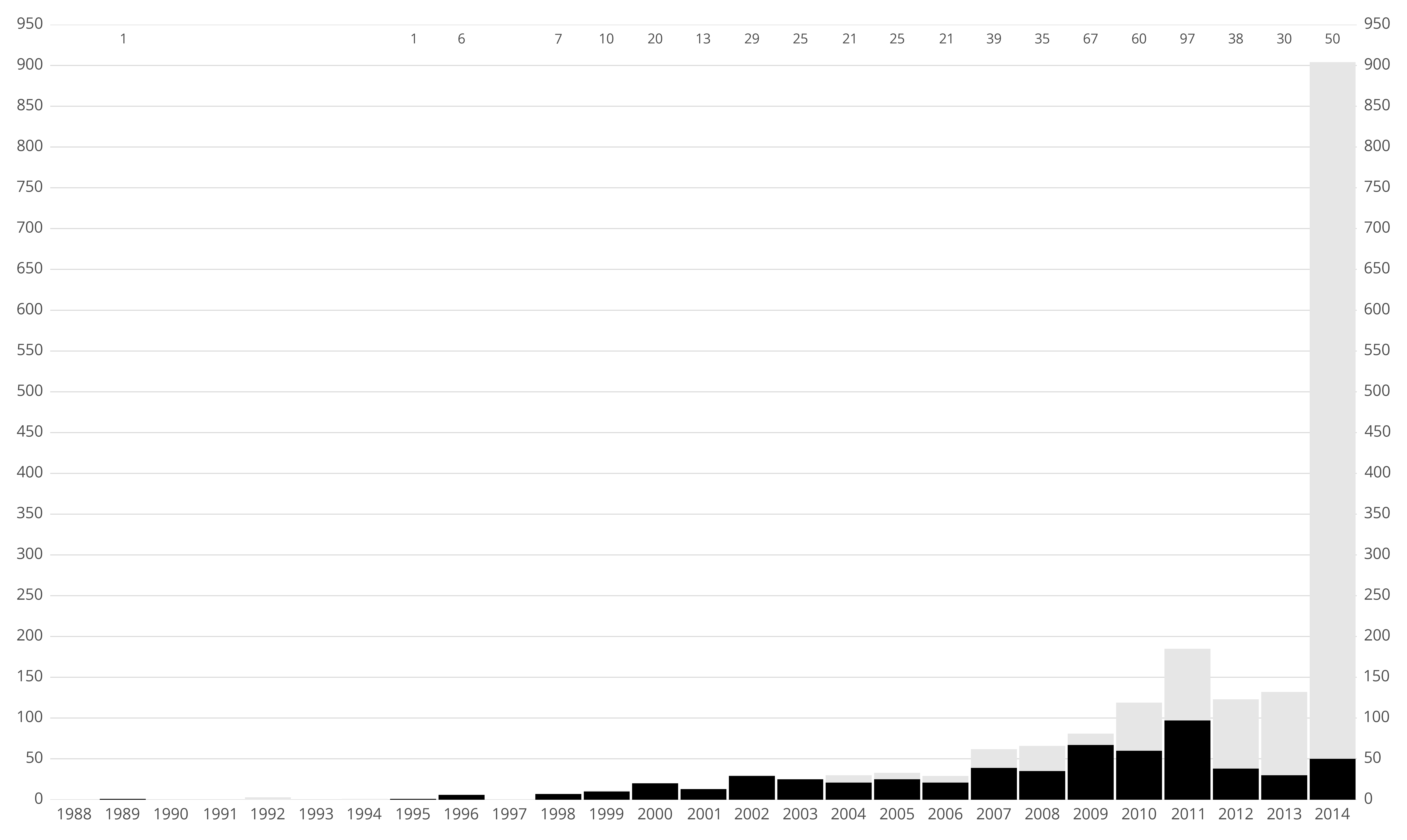
Esopianeti scoperti usando il metodo delle velocità radiali, per anno, fino al 19 giugno 2010

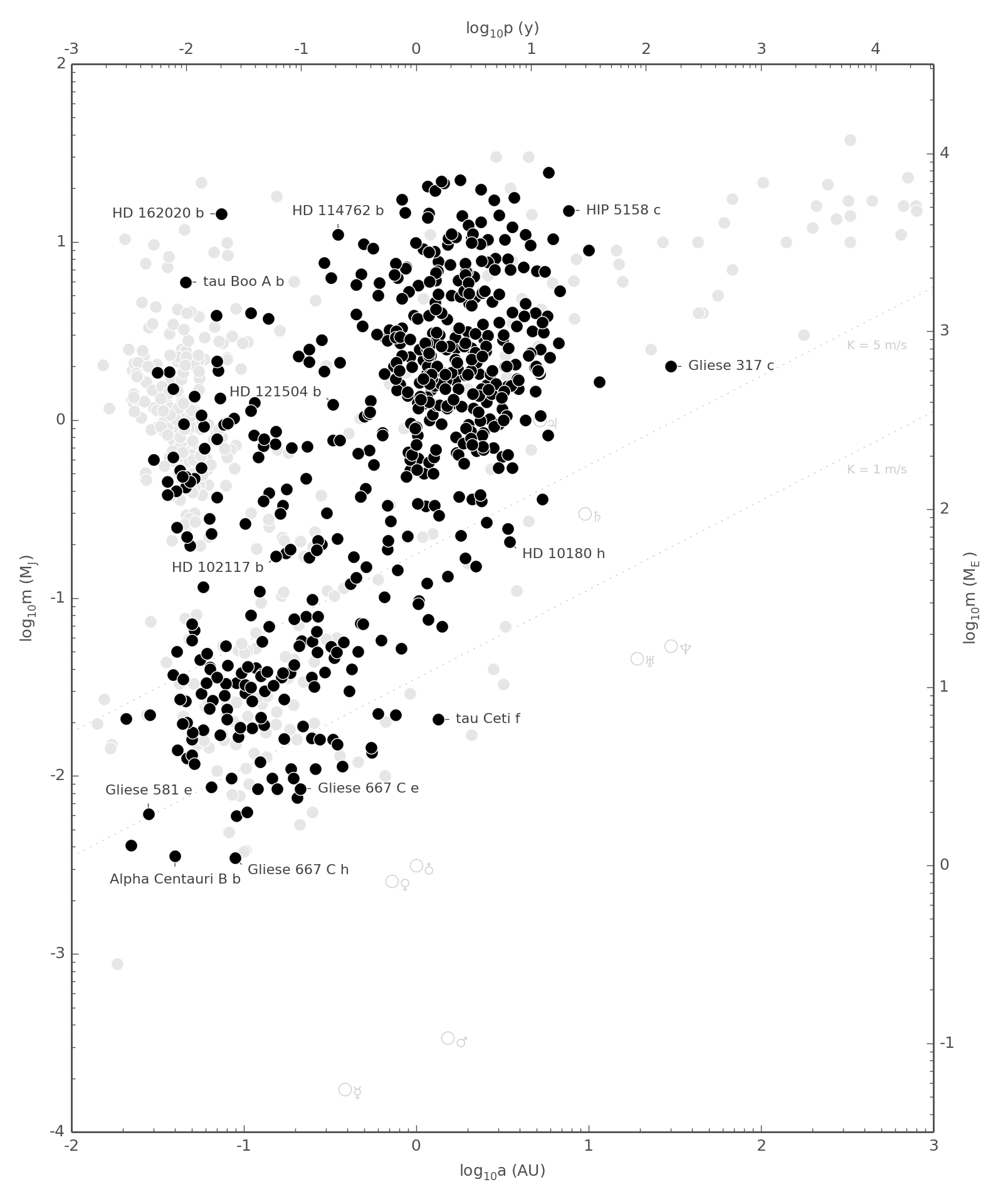
Proprietà (massa e semiasse maggiore) di un pianeta scoperto usando il metodo delle velocità radiali, confrontato (grigio chiaro) con pianeti scoperti usando altri metodi.

Nel 1952, Otto Struve propose l'uso di potenti spettrografi per rilevare i pianeti distanti. Egli descrisse come un pianeta molto grande, delle dimensioni di Giove, per esempio, possa far oscillare la sua stella madre e come i due corpi orbiterebbero allora attorno al loro centro di massa comune. Egli predisse che i piccoli spostamenti dovuti all'effetto Doppler nella luce emessa da una stella, causati dal continuo cambiamento della propria velocità radiale, potrebbero essere rilevabili dai più sensibili spettrografi come piccolissimi spostamenti verso il rosso e verso il blu nelle emissioni della stella. Tuttavia la tecnologia del tempo produceva misurazioni della velocità radiale con errori di 1000 m/s o più, rendendole inutili per il rilevamento di pianeti orbitanti. Infatti le variazioni attese nella velocità radiale sono molto piccole – Giove causa un cambiamento di velocità nel Sole pari a circa 13 m/s ogni 12 anni; la Terra, invece, produce un cambiamento di soli 0,1 m/s ogni anno – cosicché le osservazioni richiedono misure di lungo periodo con strumenti ad alta risoluzione.
I progressi nella tecnologia spettrometrica e nelle tecniche di osservazione tra gli anni ottanta e novanta, permisero di produrre strumenti capaci di rilevare il primo di molti nuovi pianeti extrasolari. Lo spettrografo ELODIE, installato nel 1993 all'Osservatorio dell'Alta Provenza nel sud della Francia, era in grado di rilevare variazioni della velocità radiale dell'ordine 7 m/s, un valore sufficiente a misurare l'effetto provocato da Giove sul Sole. utilizzando questo strumento, gli astronomi Michel Mayor e Didier Queloz identificarono 51 Pegasi b, un pianeta gioviano caldo nella costellazione di Pegaso. Anche se erano già stati rilevati alcuni pianeti in orbita attorno alle pulsar, 51 Pegasi b è stato il primo confermato in orbita attorno a una stella di sequenza principale e il primo scoperto utilizzando la spettroscopia Doppler.
Fino a quella data, erano stati identificati quasi 300 esopianeti, mentre da llora sono stati identificati circa 700 esopianeti candidati e la maggior parte di essi furono scoperti da un programma di ricerche Doppler collocati negli osservatori all'Osservatorio Keck, Osservatorio Lick e Osservatorio anglo-australiano (rispettivamente per le ricerche esoplanetarie della California, Carnegie e Australia) e dal gruppo di ricercatori del Geneva Extrasolar Planet Search.
All'inizio degli anni 2000, la seconda generazione di spettrografi ha permesso misurazioni ancora più precise. Lo spettrografo HARPS, installato nel 2003 all'Osservatorio di La Silla, in Cile, può rilevare variazioni di velocità di 0,3 m/s, sufficienti a localizzare pianeti rocciosi di dimensioni simili alla Terra. La terza generazione di spettroscopi, introdotta nel 2017, ha portato la rilevazione a errori inferiori a 0,1 m/s.

## Procedura
Viene dapprima fatta una serie di osservazioni dello spettro di luce emesso da una stella. Vengono rilevate le variazioni periodiche nello spettro della stella, con la lunghezza d'onda delle linee spettrali caratteristiche che aumenta e diminuisce regolarmente per un periodo di tempo. Si applicano a questo punto dei filtri statistici per cancellare dallo spettro gli effetti provenienti da altre sorgenti.
Queste variazioni potrebbero essere indice di un'alterazione della velocità radiale della stella per la presenza di un pianeta orbitante che causa cambiamenti Doppler nella luce emessa dalla stella.
Se viene rilevato un esopianeta, la sua massa può essere determinata dai cambiamenti nella velocità radiale della stella. Un grafico che pone sui due assi velocità radiale e tempo darà una curva caratteristica (un sinusoide in caso di orbita circolare), e l'ampiezza della curva permetterà di calcolare la massa del pianeta.
Il periodogramma bayesiano Kepler è un algoritmo matematico usato per rilevare esopianeti, singolarmente o più di uno alla volta, dalle successive misurazioni delle velocità radiali della stella attorno alla quale orbitano e fu probabilmente ottenuto nel 2005. Esso comprendeva un'analisi statistica bayesiana dei dati della velocità radiale, usando una precedente distribuzione sullo spazio determinata a uno o più dei criteri dei parametri orbitali kepleriani. Quest'analisi potrebbe essere implementata usando il processo markoviano e il metodo Monte Carlo (MCMC).
Il metodo è stato applicato al sistema planetario di HD 208487, ottenendo l'apparente scoperta di un secondo pianeta con un periodo di circa 1000 giorni, anche se questo potrebbe essere un artefatto dell'attività stellare. 
Il metodo è anche stato applicato al sistema di HD 11964, dove è stato apparentemente trovato un pianeta con un periodo approssimativamente di un anno. Questo pianeta non è stato successivamente trovato nei dati nuovamente ridotti, suggerendo che potrebbe trarsi di un artefatto del moto orbitale terrestre attorno al Sole.
Anche se la velocità radiale di una stella fornisce solo la sua massa minima, se le linee spettrali del pianeta sono distinguibili da quelle della stella madre, allora si può dedurre la velocità radiale del pianeta stesso e quindi l'inclinazione della sua orbita; questo permette di calcolare la massa del pianeta. Il primo pianeta non transitante di cui si è riusciti a determinare la massa in questo modo è stato Tau Boötis b nel 2012, quando fu rilevato il monossido di carbonio nella banda infrarossa del suo spettro.

## Esempio
Il grafico a destra illustra il sinusoide creato usando una spettroscopia Doppler per osservare la velocità radiale di una stella immaginaria attorno alla quale, su un'orbita circolare, si trova un pianeta. Le osservazioni di una stella reale produrrebbero un grafico simile, anche se l'eccentricità dell'orbita distorcerebbe la curva e complicherebbe i seguenti calcoli.
La teorica velocità della stella mostra un periodo variabile di ± 1 m/s, suggerendo una massa orbitante che sta esercitando un'attrazione gravitazionale su questa stella. Usando la terza legge di Keplero, il periodo dell'orbita del pianeta attorno alla stella (uguale al periodo delle variazioni osservate nello spettro della stella) può essere usato per determinare la distanza del pianeta dalla stella ({\displaystyle r}) usando la seguente equazione:
{\displaystyle r^{3}={\frac {GM_{stella}}{4\pi ^{2}}}P_{stella}^{2}}
dove:
- {\displaystyle r} è la distanza del pianeta dalla stella
- {\displaystyle G} è la costante gravitazionale
- {\displaystyle M_{stella}} è la massa della stella
- {\displaystyle P_{stella}} è il periodo della stella osservata

Avendo determinato {\displaystyle r}, la velocità del pianeta attorno alla stella può essere calcolato usando la legge di gravitazione universale di Newton e l'equazione dell'orbita:
{\displaystyle V_{PL}={\sqrt {GM_{stella}/r}}}
dove {\displaystyle V_{PL}} è la velocità del pianeta.
La massa del pianeta può allora essere trovata dalla calcolata velocità del pianeta:
{\displaystyle M_{PL}={\frac {M_{stella}V_{stella}}{V_{PL}}}}
dove {\displaystyle V_{star}} è la velocità della stella madre. La velocità Doppler osservata, {\displaystyle K=V_{stella}\sin(i)}, dove {\displaystyle i} è l'inclinazione dell'orbita del pianeta rispetto alla linea perpendicolare alla linea di vista.
Così, assumendo un valore per l'inclinazione dell'orbita del pianeta e per la massa della stella, i cambiamenti rilevati nella velocità radiale della stella possono essere usati per calcolare la massa del pianeta extrasolare.

## Problemi

Rappresentazione di un pianeta orbitante una stella. Tutto il movimento della stella avviene lungo la linea di vista; La spettroscopia darà un valore esatto della massa del pianeta..

In questo caso nessun movimento della stella avviene lungo la linea di vista e la spettroscopia Doppler non rileverà il pianeta del tutto.

Il maggior problema della spettroscopia Doppler è che può misurare movimenti solo lungo la linea di vista e, perciò, dipende dalla misurazione (o dalla stima) dell'inclinazione dell'orbita del pianeta per misurarne la massa. Se il piano dell'orbita si allinea alla linea di vista dell'osservatore, allora la variazione nella velocità radiale misurata è esatta. Se, invece, il piano dell'orbita è inclinato rispetto alla linea di vista, allora il vero effetto del pianeta sul moto della stella sarà più grande della variazione misurata nella velocità radiale della stella, che è solo il componente lungo la linea di vista. Di conseguenza, la massa reale del pianeta sarà maggiore di quella aspettata.
Per correggere questo effetto, e quindi determinare la vera massa del pianeta, le misurazioni della velocità radiale deve essere combinata con osservazioni astrometriche, che tracciano il movimento della stella attorno al piano celeste, perpendicolare alla linea di vista. Le misurazioni astrometriche permettono ai ricercatori di controllare se gli oggetti che sembrano avere una grande massa sono più probabilmente nane brune.
Un ulteriore problema è che il gas che avvolge certi tipi di stelle può espandersi e contrarsi, facendone una stella variabile. Questo metodo è inadatto a cercare pianeti attorno a questo tipo di stelle, perché cambiamenti nell'emissione spettrale della stella causati dalla variabilità intrinseca della stella possono sovrastare i piccoli effetti di un pianeta.
Questo metodo è il migliore nel rilevare oggetti molto massicci vicino alla propria stella madre - e perciò chiamati gioviani caldi - che esercitano un'attrazione gravitazionale grandissima sulla stella madre, e perciò causano un più grande cambiamento nella loro velocità radiale. Osservazioni di molte linee spettrali separate e molti periodi orbitali permettono rapporto segnale/rumore di essere incrementato, aumentando la possibilità di osservare pianeti più piccoli e più distanti, ma pianeti come la Terra rimangono irrilevabili con gli attuali strumenti.